# Agathis punctatovertex
Agathis punctatovertex är en stekelart som beskrevs av Bhat och Gupta 1977. Agathis punctatovertex ingår i släktet Agathis och familjen bracksteklar. Inga underarter finns listade i Catalogue of Life.